# IP Flow Information Export
 (décembre 2017).
Si vous disposez d'ouvrages ou d'articles de référence ou si vous connaissez des sites web de qualité traitant du thème abordé ici, merci de compléter l'article en donnant les références utiles à sa vérifiabilité et en les liant à la section « Notes et références ».
IPFIX (Internet Protocol Flow Information Export) est un protocole IETF. Il a été créé en fonction de la nécessité d'un standard d'exportation universel pour les informations de flux du protocole Internet provenant des routeurs, sondes et autres périphériques utilisés par les systèmes de médiation, de comptabilité / facturation et de gestion de réseau pour faciliter les services et la facturation. La norme IPFIX définit comment les informations de flux IP doivent être formatées et transférées d'un exportateur à un collecteur. Auparavant, de nombreux opérateurs de réseaux de données utilisaient la technologie propriétaire NetFlow de Cisco Systems pour l'exportation d'informations sur les flux de trafic.
Les exigences des normes IPFIX ont été décrites dans le RFC 3917. Cisco NetFlow Version 9 était la base pour IPFIX. Les spécifications de base pour IPFIX sont documentées dans les documents RFC 7011, RFC 7012, RFC 7013, RFC 7014, RFC 7015 et RFC 5103.